# 인다졸
인다졸(영어: indazole) 또는 아이소인다졸(영어: isoindazole)은 헤테로고리 방향족 유기 화합물이다. 이 이환식 화합물은 벤젠 고리와 피라졸 고리가 융합된 구조이다.
인다졸 유도체는 광범위한 생물학적 활성을 나타낸다.
인다졸은 자연에서 드물다. 알칼로이드인 니겔리신, 니게글라닌, 니겔리딘은 인다졸이다. 니겔리신은 광범위하게 분포된 식물인 흑쿠민(Nigella sativa L.)으로부터 분리되었다. 니게글라닌은 니겔라 글란둘리페라(Nigella glandulifera)로부터 분리되었다.
데이비스-베이루트 반응은 2H-인다졸을 생성할 수 있다.
에밀 피셔(Ann. 1883, 221, p. 280)는 오쏘-하이드라진 신남산을 가열함으로써 인다졸(C7H6N2)을 얻었다.
| C6H4 | CH = CH·COOH | =C2H4O2+C7H6N2. |
| C6H4 | NH·NH2       | =C2H4O2+C7H6N2. |

## 몇몇 유도체들
인다졸-3-카복실산
인다졸-3-카복실산은 3번 탄소 상에 카복실기를 가지고 있다. 인다졸-3-카복실산은 로니다민 및 톨니다민으로 더 변형될 수 있다.

## 같이 보기
- 인돌: 1번 위치에 1개의 질소 원자를 가지고 있는 유사체.
- 벤즈이미다졸: 1번 위치와 3번 위치에 질소 원자를 가지고 있는 유사체.
- 단순 방향족 고리 화합물
- 7-나이트로인다졸: 인다졸계 산화질소 생성효소 저해제.

## 참고 문헌
- Synthesis: W. Stadlbauer, in Science of Synthesis 2002, 12, 227, and W. Stadlbauer, in Houben-Weyl, 1994, E8b, 764.
- Review: A. Schmidt, A. Beutler, B. Snovydovych, Recent Advances in the Chemistry of Indazoles, Eur. J. Org. Chem. 2008, 4073 – 4095.